# تیلیچو پیک
تیلیچو پیک یا قله تیلیچو کوهی به ارتفاع ۷٬۱۳۴ متر واقع در هیمالیای نپال است که در شمال مانانگا در منطقهٔ آناپورنا  و در شمال قلهٔ آناپورنای ۱، در نقطهٔ تقاطع یال‌ها قرار دارد.

## تاریخچه اکتشاف و صعود
در سال ۱۹۵۰ موریس هرزوگ فرانسوی و تیم همراهش در جستجوی آناپورنای ۱ به گردنهٔ تیلیچو رسیدند و در کمال شگفتی در مسیرشان به سمت کوه، با دیواره‌ای عظیم و دریاچه‌ای یخ‌زده و بزرگ (دریاچه تیلیچو) روبرو شدند. هرزوگ این دیواره را La Grande Barriere یا راه‌بند بزرگ نامید و تیلیچو پیک بلندترین نقطهٔ این راه‌بند بود.
تیلیچو نخستین بار در سال ۱۹۷۸ و توسط گروهی فرانسوی به سرپرستی امانوئل اشموتز از طریق شانهٔ شمال غربی که به کرانه‌های دریاچهٔ تیلیچو می‌رسید صعود شد. امروزه این مسیری استاندارد برای رسیدن به قله است و کمپ اصلی نیز در ارتفاع ۴۸۰۰ متری در منتهی‌الیه شمال غربی دریاچه قرار دارد.
تیم ملی امید کوهنوردی ایران نیز متشکل از ۸ کوهنورد در ردهٔ سنی امید و به سرپرستی حسین امانی موفق به صعود به تیلیچو پیک در تاریخ ۸ آبان ۱۳۸۷ گردید. اما هنگام بازگشت به کمپ ۲ سعید بهاءلو، پزشک تیم، دچار حادثه شده و سقوط کرد.

## نگارخانه

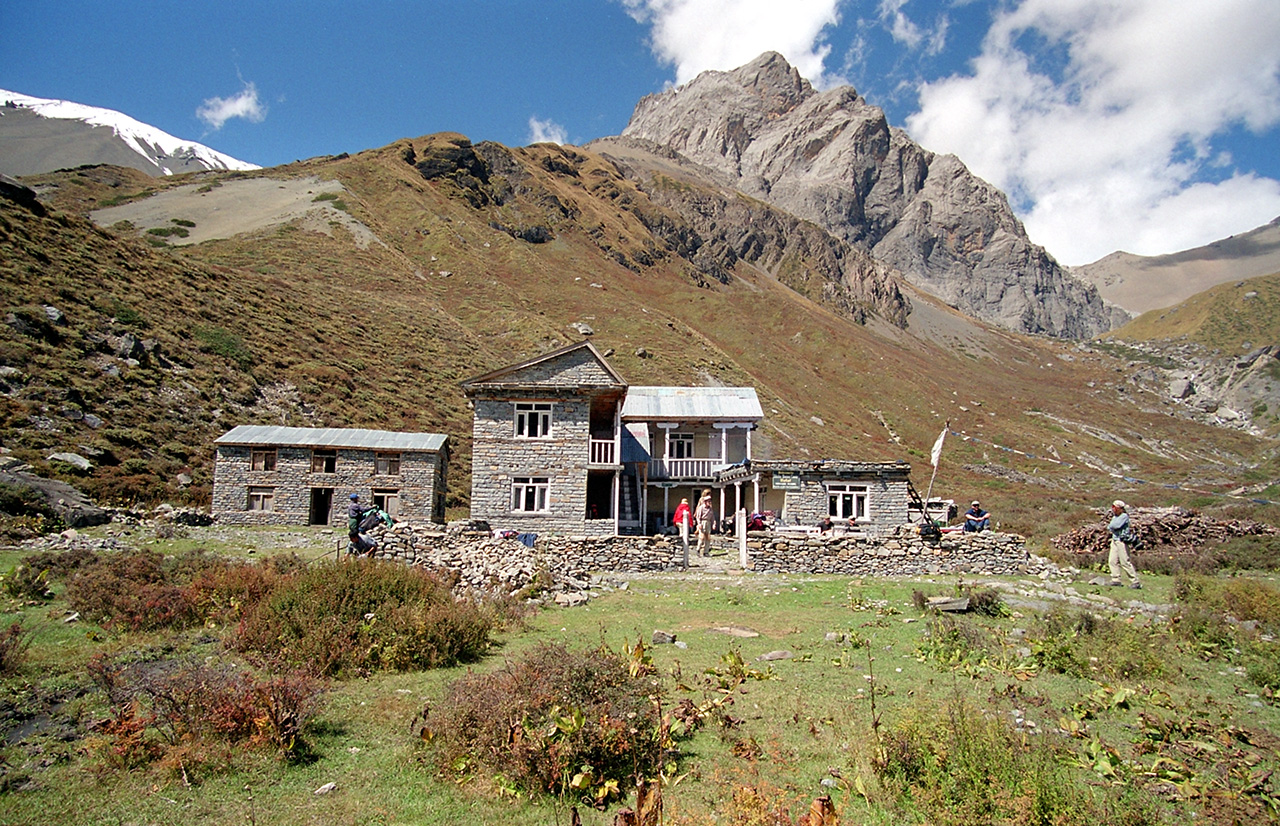